# Mieczysław Mümler
Mieczysław Mümler (Leopoli, 10 dicembre 1899 – Londra, 5 settembre 1985) è stato un aviatore e militare polacco, che fu un asso dell'aviazione durante la seconda guerra mondiale con sei aerei abbattuti e uno danneggiato.

## Biografia

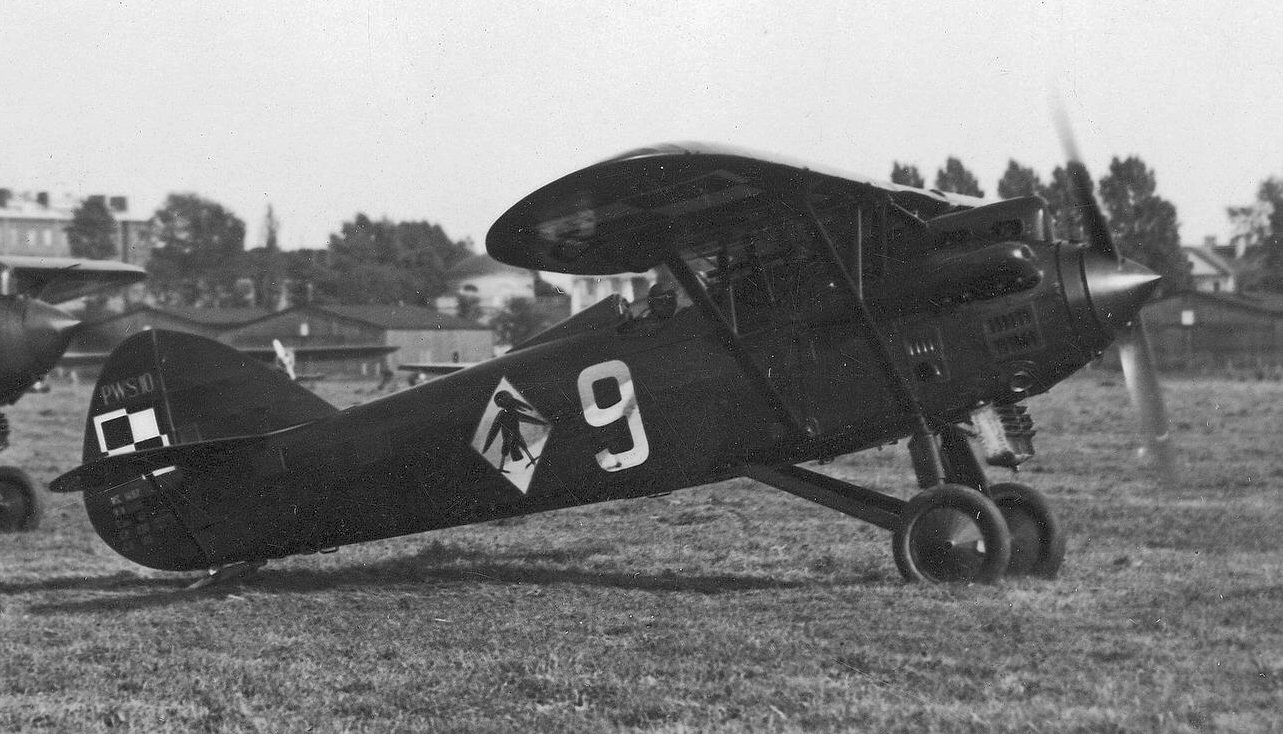
Un caccia PWS-10 dell'aviazione polacca.

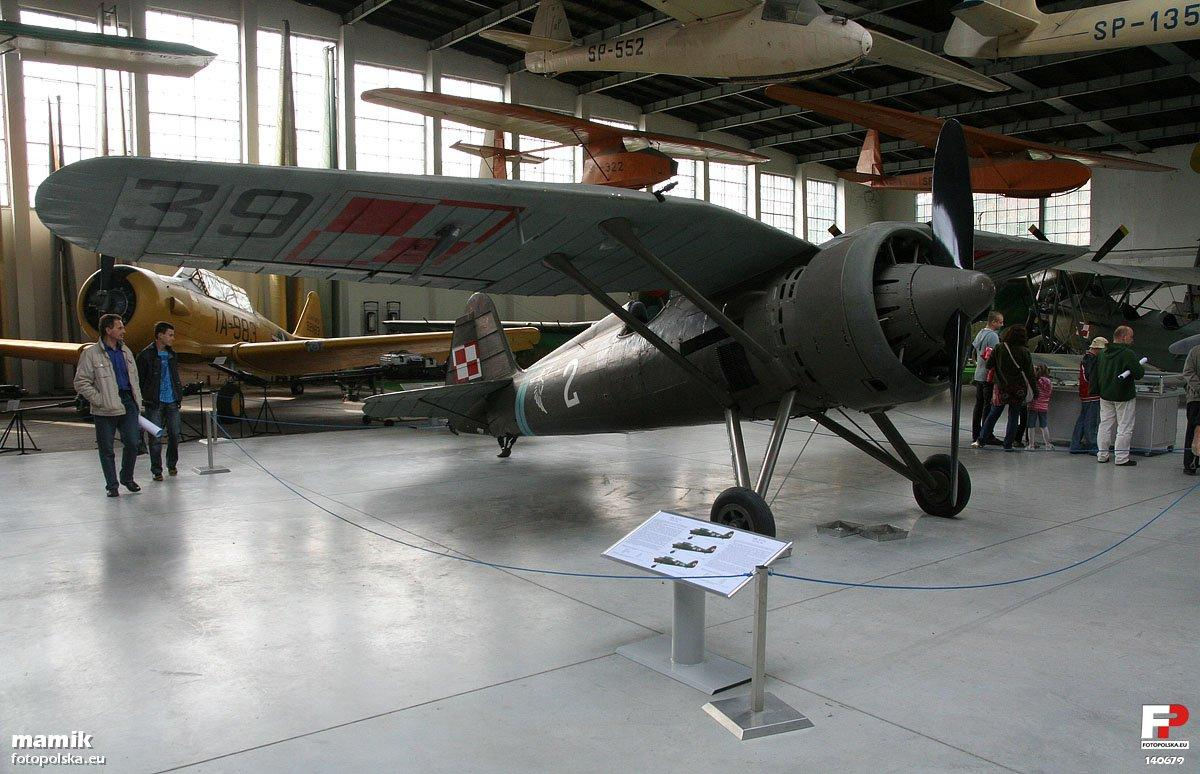
Un caccia PZL P.11c dell'aviazione polacca esposto presso il Muzeum Lotnictwa Polskiego di Cracovia.

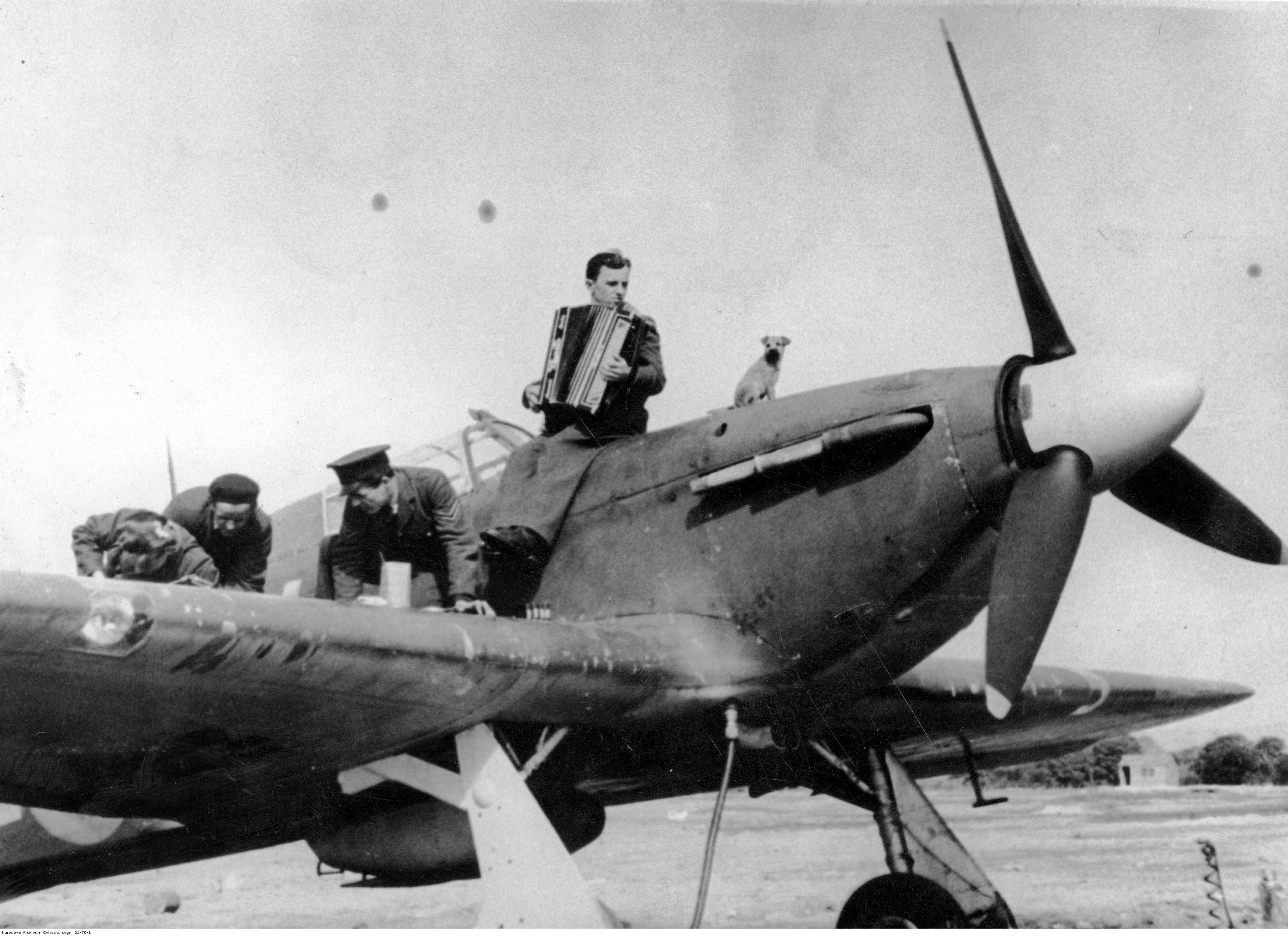
Un caccia Hawker Hurricane delle squadriglie da caccia polacche della Royal Air Force in manutenzione.

Nacque a Leopoli il 10 dicembre 1899, allora città dell'Impero austro-ungarico. Frequentò la scuola primaria e secondaria nella sua città natale, divenendo membro dei boy scout e sostenitore dell'organizzazione militare indipendentista. Dopo la dissoluzione dell'Impero austro-ungarico, e l'inizio della guerra polacco-ucraina, il 5 novembre 1918 entrò negli Orlęta Lwowskie che combatterono nella città contro le forze dell'esercito ucraino fino al 22 dello stesso mese, rimanendo ferito durante i combattimenti.
Nel febbraio 1919 fu assegnato al Reggimento artiglieria campale delle Legioni, partecipando alla sollevazione della Grande Polonia.  Arruolatosi nell'esercito polacco frequentò la Scuola cadetti d'artiglieria di Poznań, e il 9 novembre 1920 fu nominato sottotenente d'artiglieria, assegnato in servizio al 6º Reggimento artiglieria campale di Cracovia.  Nel 1921 superò l'esame di maturità presso il Liceo Bartłomiej Nowodworski di Cracovia.  Il 3 maggio 1922 entrò in servizio permanente effettivo presso il 6º Reggimento artiglieria campale, e nel 1924 frequentò la scuola di applicazione d'arma a Toruń.
Nel 1926 presentò domanda per essere trasferito in aviazione, che fu accettata.  Completò il corso per piloti presso l'11º Reggimento caccia a Lida.  Nel gennaio 1929 fu trasferito dal 5º Reggimento d'aviazione di Lida al 3º Reggimento d'aviazione a Poznań. Nel 1930 assunse il comando della 132ª Squadriglia da caccia.  Il 12 novembre 1930 iniziò a frequentare un corso di quattro mesi per comandanti di squadriglia presso il Centro addestramento per ufficiali d'aviazione di Dęblin.  Il 1 gennaio 1931 fu nominato capitano, e dal 29 luglio al 30 settembre 1931 frequentò la Scuola superiore di pilotaggio a Grudziądz, come istruttore del corso di piloti da caccia per sottufficiali.
Nel 1932 partecipò al 1º Raduno Internazionale dell'Aviazione a Varsavia, dove volando sul caccia PWS-10 partecipò a uno spettacolo di acrobazia aerea a squadre insieme a Stefan Pawlikowski e Piotr Łaguna.
Negli anni 1934-1935 prese parte a corsi di pilotaggio per alianti presso il Centro addestramento al volo a vela di Ustjanowa.  Fu promosso maggiore con l'anzianità dal 19 marzo 1937  e nello stesso anno divenne comandante del Diyn III/3, equipaggiato con i caccia PZL P.11c. Nell'ottobre del 1938 il suo reparto venne assegnato al gruppo operativo "Śląsk" del generale Władysław Bortnowski che occupò Zaolzie durante la spartizione della Cecoslovacchia.
Dopo lo scoppio della seconda guerra mondiale partecipò alla campagna di Polonia alla testa del suo reparto, assegnato alla difesa dell'Armata "Poznań" al comando del generale Tadeusz Kutrzeba.  Il 6 settembre conseguì la sua prima vittoria abbattendo un bombardiere Heinkel He 111, e il 12 settembre conseguì una doppietta abbattendo uno He 111 e un ricognitore Henschel Hs 126. Fuggito in Romania il 18 settembre all'atto della capitolazione polacca, fu internato per un breve periodo, e poi fuggì per raggiungere la Francia passando per la Jugoslavia e la Grecia. Ad Atene si imbarcò su una nave e successivamente raggiunse Salon-de-Provence dove si arruolò nll'Armée de l'air, e fu quindi assegnato a base aerea sita nelle vicinanze di Lione dove organizzò e comandò la 2éme Escadrille del chasse "Cracovia-Poznań". Nel maggio 1940 si trasferì al Groupe de Chasse II./27, dove pilotò il nuovo Dewoitine D.520 nella 3ª Squadriglia del GC II/7 di Ounans. Durante la battaglia di Francia, il 1º giugno abbatté un bombardiere He 111 e il 15 giugno un Dornier Do 17.
Dopo la capitolazione della Francia, volò ad Algeri e poi a Casablanca (Marocco), da dove si trasferì via Gibilterra in Gran Bretagna. Entrò in servizio nella Royal Air Force (con la matricola di servizio P1288) a Blackpool, dove dal 13 luglio 1940 iniziò a costituire e comandare il No.302 Polish Fighter Squadron (in lingua polacca 302 Dywizjon Myśliwski "Poznański" ), equipaggiato con i caccia Hawker Hurricane. Fu il pilota polacco più anziano a prendere parte alla battaglia d'Inghilterra, e il 18 settembre 1940 abbatté un Dornier Do 215. Il 9 dicembre lasciò il comando dello Squadron,  e il giorno 21 fu insignito dell'Ordine Virtuti militari dal generale Władysław Sikorski. Alla fine del febbraio 1941 divenne comandante della No.58 Operational Training Unit, e poi della No.58 Operational Training Unit a Sunderland. Nel settembre 1942 divenne comandante della base RAF Northolt.  Effettuò ancora qualche sporadico volo di combattimento, e il 3 febbraio 1943 danneggiò un caccia Focke-Wulf Fw 190. Il 24 ottobre 1943 divenne ufficiale di collegamento polacco presso il comando del No.84 RAF Fighter Group, prestando servizio in Francia dopo lo sbarco in Normandia e l'inizio della liberazione dell'Europa occidentale. 
Rientrato in Inghilterra venne smobilitato alla fine del 1946, stabilendosi a Londra, dove iniziò a lavorare come panettiere. Divenne socio dell'Associazione degli aviatori polacchi in Gran Bretagna e all'Aviation Senior Association.  Non prese mai la cittadinanza britannica, e si spense a Londra il 5 settembre 1985, e la salma fu successivamente tumulata nel cimitero di Gunnersbury, ad Acton, vicino al monumento commemorativo delle vittime del massacro di Katyn.

### Annotazioni
1. ↑  L'assedio dell'esercito ucraino a Leopoli terminò solo il 22 maggio 1919.
2. ↑  Sua moglie e le sue due figlie rimasero in Polonia, che lasciarono solamente dopo l'arrivo delle truppe sovietiche, incontrandolo nella Germania occupata.

### Fonti
1. 1 2 3 4 5 6 7 8 9 10 11 12 13  Niebieskaeskadra.
2. 1 2 3 4 5 6 7 8 9 10 11 12 13  Samoloty.
3. ↑  Lista starszeństwa oficerów zawodowych 1922, p. 216.
4. ↑  Rocznik Oficerski 1923, p. 725, 829.
5. ↑  Rocznik Oficerski 1924, p. 648, 753.
6. 1 2 3 4 5 6 7  Ciel de Gloire.
7. 1 2 3  Rybka, Stephan 2006, p. 207.
8. ↑  Rybka, Stephan 2006, p. 780.